# ハンミーラ
ハンミーラ（Hammira, 1291年頃 - 1364年）は、北インドのラージャスターン地方、メーワール王国の君主（在位：1326年 - 1364年）。ハミール・シング（Hamir Singh）とも呼ばれる。また、彼の代から王はマハーラーナーの称号を使用するようになった。

## 生涯
1291年頃、メーワール王国の傍系一族シソーディヤー氏族の息子として誕生した。
1303年、メーワール王国の首都チットールガルがハルジー朝のアラー・ウッディーン・ハルジーによって包囲・攻撃され、メーワール王ラタン・シングは生け捕りにされた。一方、チットールガルの支配はアラー・ウッディーンの幼い息子ヒズル・ハーンに委ねられ、「ヒズラーバード」に改称されてしばらくの間デリー・スルターン朝の支配が続いた。この間、メーワール王国は一時中断していた。
1326年頃、ハンミーラはチットールガルを奪還し、メーワール王国を再興した。また、グヒラ朝は彼の氏族の名を取ってシソーディヤー朝とも呼ばれるようになった。
1364年、ハンミーラはチットールガルで死亡した。